# UK Subs
UK Subs, U.K. Subs – angielska grupa punkrockowa, wpisująca się w historię punka od jego początków do czasów obecnych.
Założona w 1976 przez Charliego Harpera (ur. 1944), wokalistę związanego poprzednio ze sceną rhythm and blues. Początkowa nazwa brzmiała The Subversives, wkrótce została skrócona do The Subs, a potem zmieniona na UK Subs, gdyż okazało się, że istnieje już zespół o nazwie The Subs. Zespół nękały częste zmiany składu.
Ich twórczość muzyczna charakteryzowało połączenie punka, rock and rolla z pub rockiem. Zespół gościł w audycjach Johna Peela. Wystąpiła również w słynnym punkowym klubie The Roxy, nagrany wówczas materiał ukazał się w 1980 pt. Live Kicks. W 1979 Gem Records wydała ich pierwszy album Another Kind of Blues. Z dobrym przyjęciem spotkały się kolejne wydawnictwo – album Crash Course (1980) i single Stranglehold czy Tomorrow’s Girls. Zespół poprzedzał występy The Police podczas trasy po USA.
Po przeminięciu początkowej mody na punk, zespół nie przerwał działalności i nie zmienił stylu – choć pojawiły się widoczne wpływy hard rocka i heavy metalu – wydawał kolejne płyty i intensywnie koncertował w ojczyźnie, USA i całej Europie.
W roku 1983 UK Subs odbył w Polsce trasę koncertową (13 koncertów) wspólnie z zespołem Republika. W 1991 w trasie zespołu po Wielkiej Brytanii uczestniczył obecny muzyk grupy Rancid – gitarzysta Lars Frederiksen.
Piosenka UK Subs Down on the Farm została nagrana przez zespół Guns N’ Roses i wydana na płycie The Spaghetti Incident? (1993). Piosenka Warhead pojawiła się na ścieżce dźwiękowej filmu To właśnie Anglia z 2006. UK SUBS wystąpił w sierpniu 2009 roku na Rebellion Festival w Blackpool w Anglii.

## Członkowie zespołu
- Charlie Harper – wokal (1976 –)
- Nicky Garratt – gitara (1977–1983, 1988, 1999, 1999–2002, 2004 –)
- Paul Slack – gitara basowa (1977–1981, 2008)
- Pete Davis – perkusja (1977–1981, 2008)
- Alvin Gibbs – gitara basowa (1980–1983, 1988, 1999–2002, 2003 –)
- Rab Fae Beith – perkusja (1984–1988)
- Jim Moncur – gitara (1984–1988)
- Alan Campbell – gitara (1992–2004)
- Brian Barnes – gitara basowa (1992–1994, 1996–2001, 2002–2004)
- Simon Rankin – gitara basowa (2001–2002)
- Jamie Oliver – perkusja (2006 –)
- Chema Zurita – gitara basowa (2007 – ?)
- Jet – gitara (2006 – ?)

## Dyskografia

### Albumy
- Another Kind of Blues (1979) (UK #21)
- Brand New Age (1980) (UK #18)
- Crash Course (1980) (UK #8)
- Diminished Responsibility (1981) (UK #18)
- Endangered Species (1982)
- Flood of Lies (1983)
- Gross Out USA (1984)
- Huntington Beach (1985)
- In Action (1986)
- Japan Today (1987)
- Killing Time (1988)
- Live in Paris (1989)
- Mad Cow Fever (1991)
- Normal Service Resumed (1993)
- Occupied (1996)
- Peel Sessions 1978-79 (1997)
- Quintessentials (1997)
- Riot (1997)
- Submission (1999)
- Time Warp (2000)
- Universal (2002)
- Violent State (2005)
- Work In Progress (2011)
- XXIV (2013)
- Yellow Leader (2015)
- Ziezo (2016)